# ورق الرسم البياني

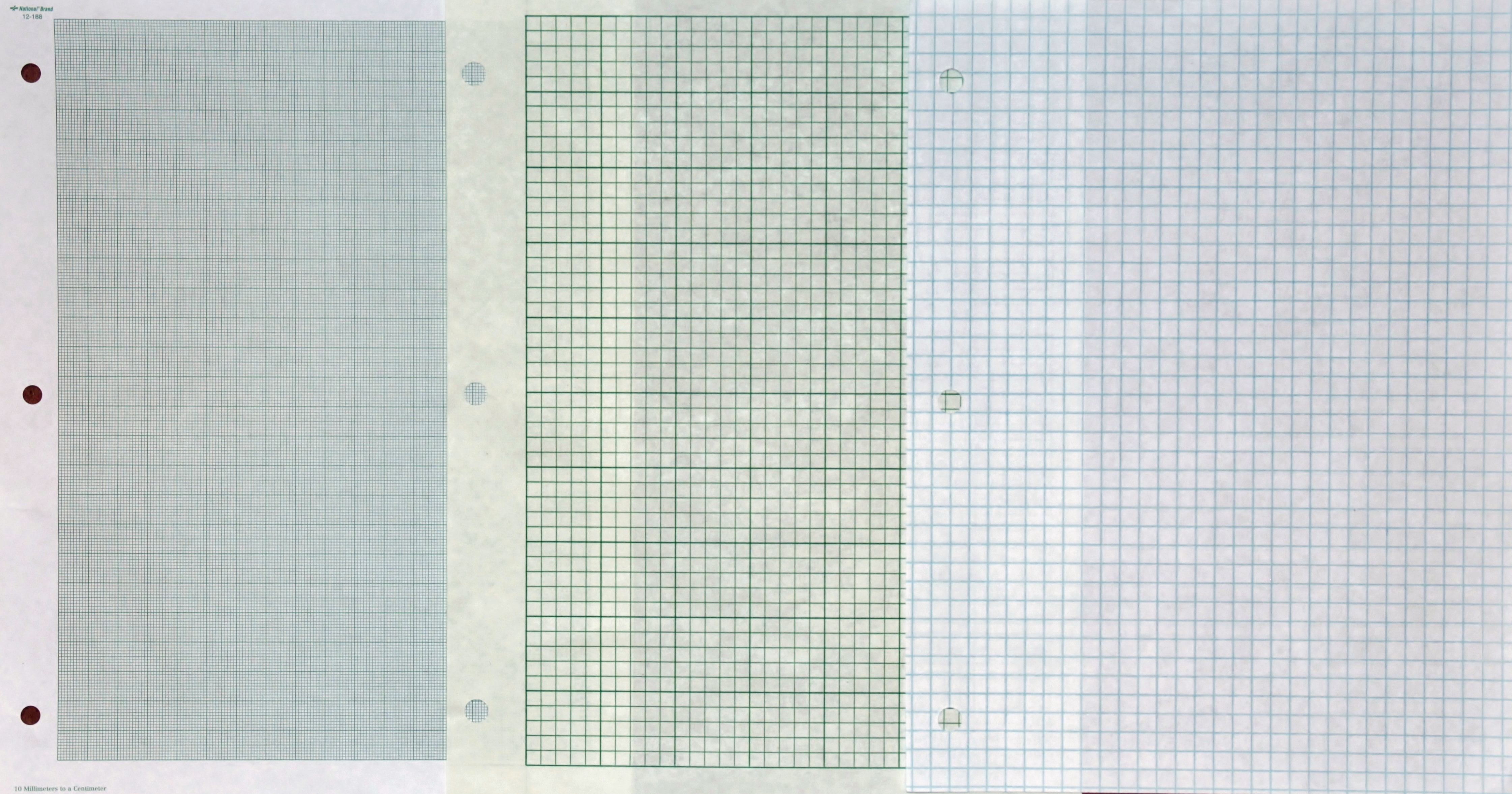
ثلاثة أنماط من ورق الرسم البياني ذي الأوراق السائبة: 10 مربعات لكل سنتيمتر ("ورق المليمتر")، 5 مربعات لكل بوصة ("ورق الهندسة")، 4 مربعات لكل بوصة ("ورق رباعي")

ورق الرسم البياني، أو ورق الإحداثيات ، أو ورق الشبكة ، أو الورق المربع هو ورق كتابة مطبوع بخطوط دقيقة تشكل شبكة منتظمة [الإنجليزية]. وهو متاح إما على شكل الأوراق السائبة (المنفصلة) [الإنجليزية] أو مجلد في دفاتر أو كتب رسوم بيانية.
يمكن العثور عليه عادة في إعدادات تعليم الرياضيات والهندسة، وفي دفاتر التمارين، وفي دفاتر المختبرات.
تُستخدم الخطوط غالبًا كدليل للتدوين الرياضي ، ورسم الرسوم البيانية للوظائف أو البيانات التجريبية [الإنجليزية]، ورسم المنحنيات .

## التاريخ
يملك متحف متروبوليتان للفنون كتابًا للأنماط يعود تاريخه إلى حوالي عام 1596، حيث تحتوي كل صفحة منه على شبكة مطبوعة باستخدام كتلة خشبية. لقد استخدم المالك هذه الشبكات لإنشاء صور كتلة باللونين الأبيض والأسود وبالألوان.
عادةً ما يُنسب أول "ورقة إحداثيات" منشورة تجاريًا إلى الدكتور بوكستون من إنجلترا، الذي حصل على براءة اختراع ورق مطبوع بشبكة إحداثيات مستطيلة، في عام 1794. بعد قرن من الزمان، دعا إي إتش مور، عالم الرياضيات المتميز في جامعة شيكاغو، إلى استخدام الورق أو دفاتر التمارين ذات "الخطوط المربعة" من قبل طلاب المدارس الثانوية والجامعات. تضمنت طبعة عام 1906 من كتاب "الجبر للمبتدئين" لإتش إس هول وإس آر نايت عبارةً قويةً مفادها أن "الورق المُربّع يجب أن يكون عالي الجودة ودقيقًا في القياسات حتى البوصات وأعشار البوصة. تُشير التجربة إلى أن أي شيء على مقياس أصغر (مثل ورق "المليمتر") لا قيمة له عمليًا في أيدي المبتدئين."
لم ينتشر مصطلح "ورق الرسم البياني" بسرعة في الاستخدام الأمريكي. كان كتاب "الحساب المدرسي " (1919) الذي كتبه إتش إس هول و إف إتش ستيفنز يحتوي على فصل عن الرسم البياني باستخدام "الورق المربع". استخدم كتاب الهندسة التحليلية (1937) الذي كتبه دبليو إيه ويلسون وجيه إيه تريسي عبارة "ورقة الإحداثيات". ظل مصطلح "الورقة المربعة" مستخدمًا في بريطانيا لفترة أطول؛ على سبيل المثال، تم استخدامه في كتاب "حسابات المدارس العامة" (2023) الذي كتبه دبليو إم بيكر وآيه إيه بورن ونُشر في لندن.

## الأمثلة

ورق الرسم البياني العادي
ورق الرسم البياني لوغاريتمي
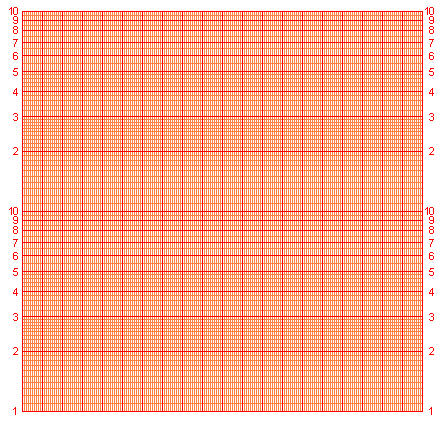
ورق الرسم البياني شبه اللوغاريتمي
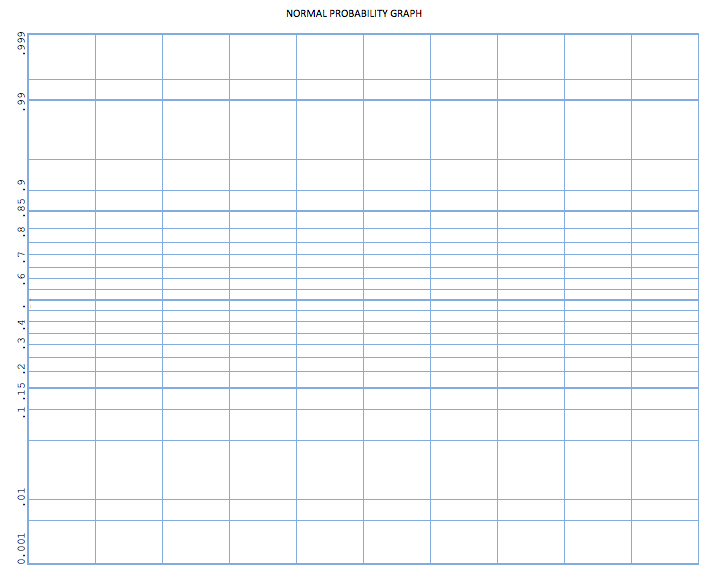
ورقة الاحتمالات الطبيعية

ورق الرسم البياني المتساوي القياس
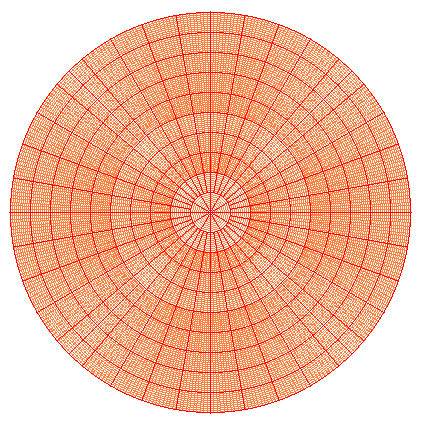
ورقة الإحداثيات القطبية
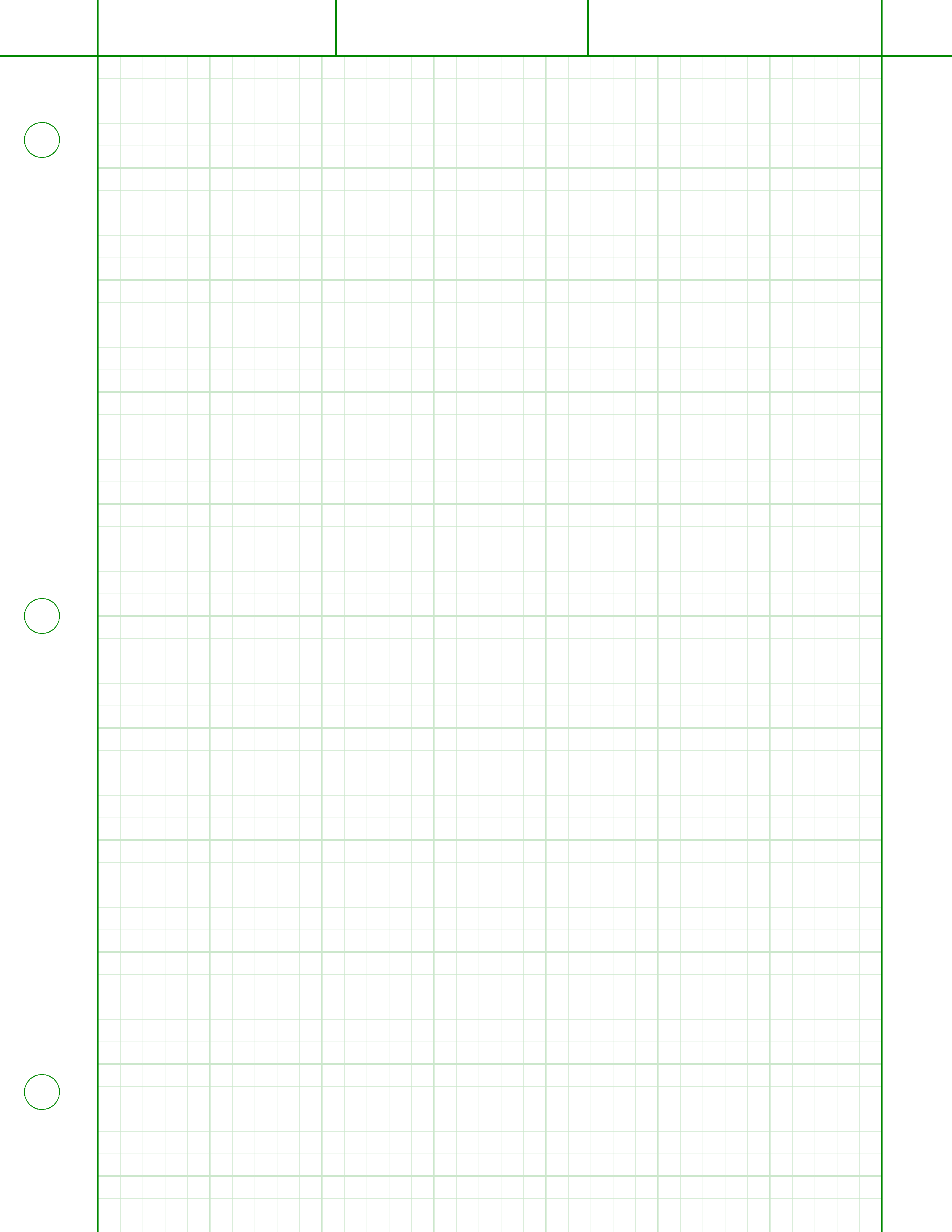
ورقة هندسية
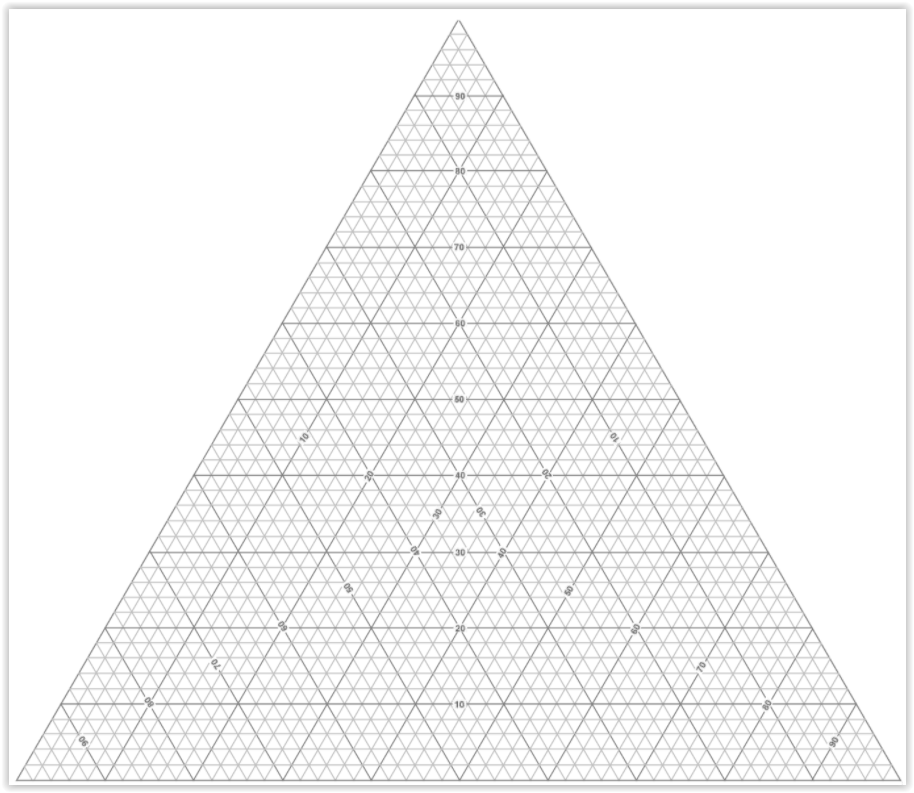
ورق الرسم البياني الثلاثي

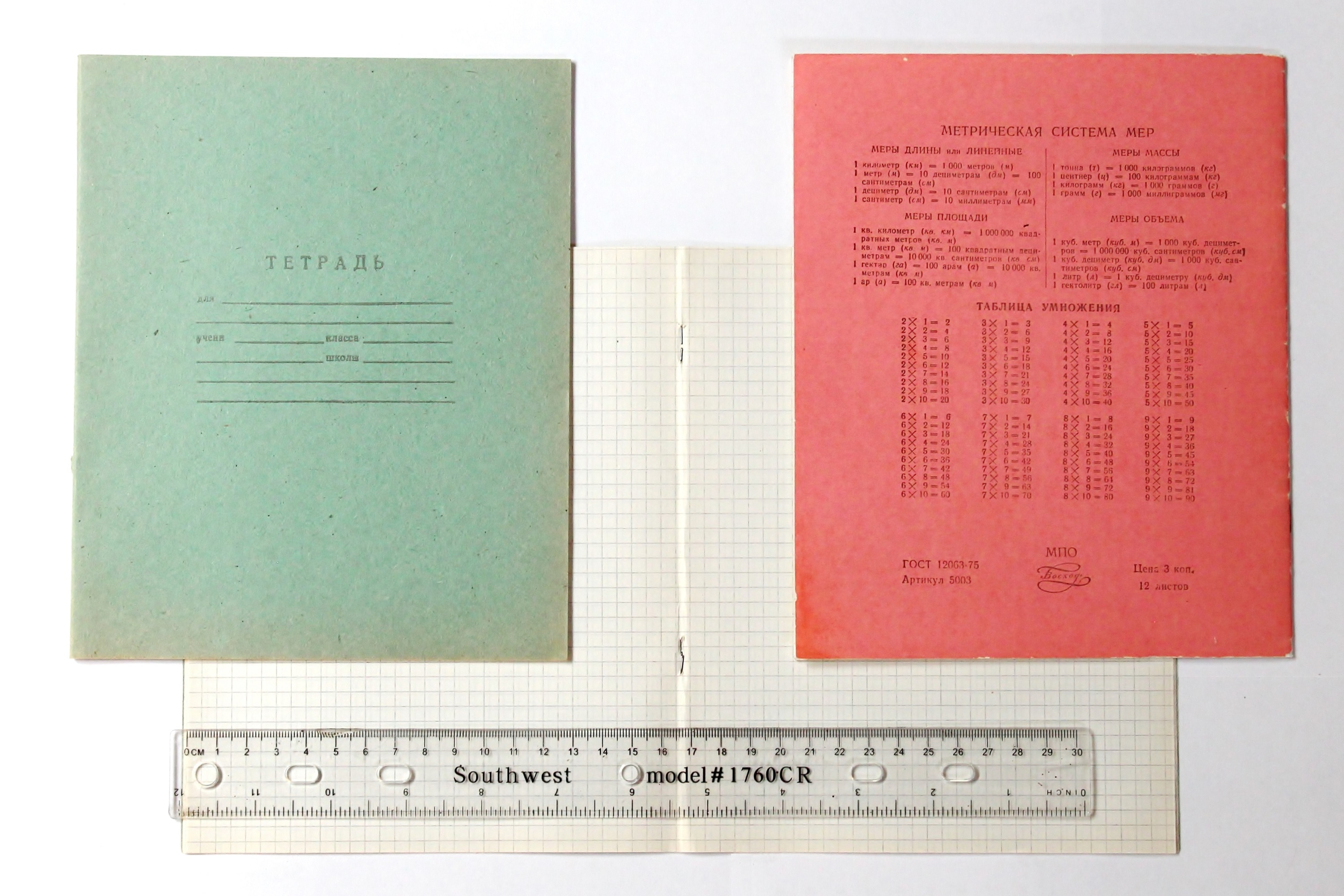
دفتر تمارين مربع يستخدم في المدارس الروسية (12 و 18 ورقة)
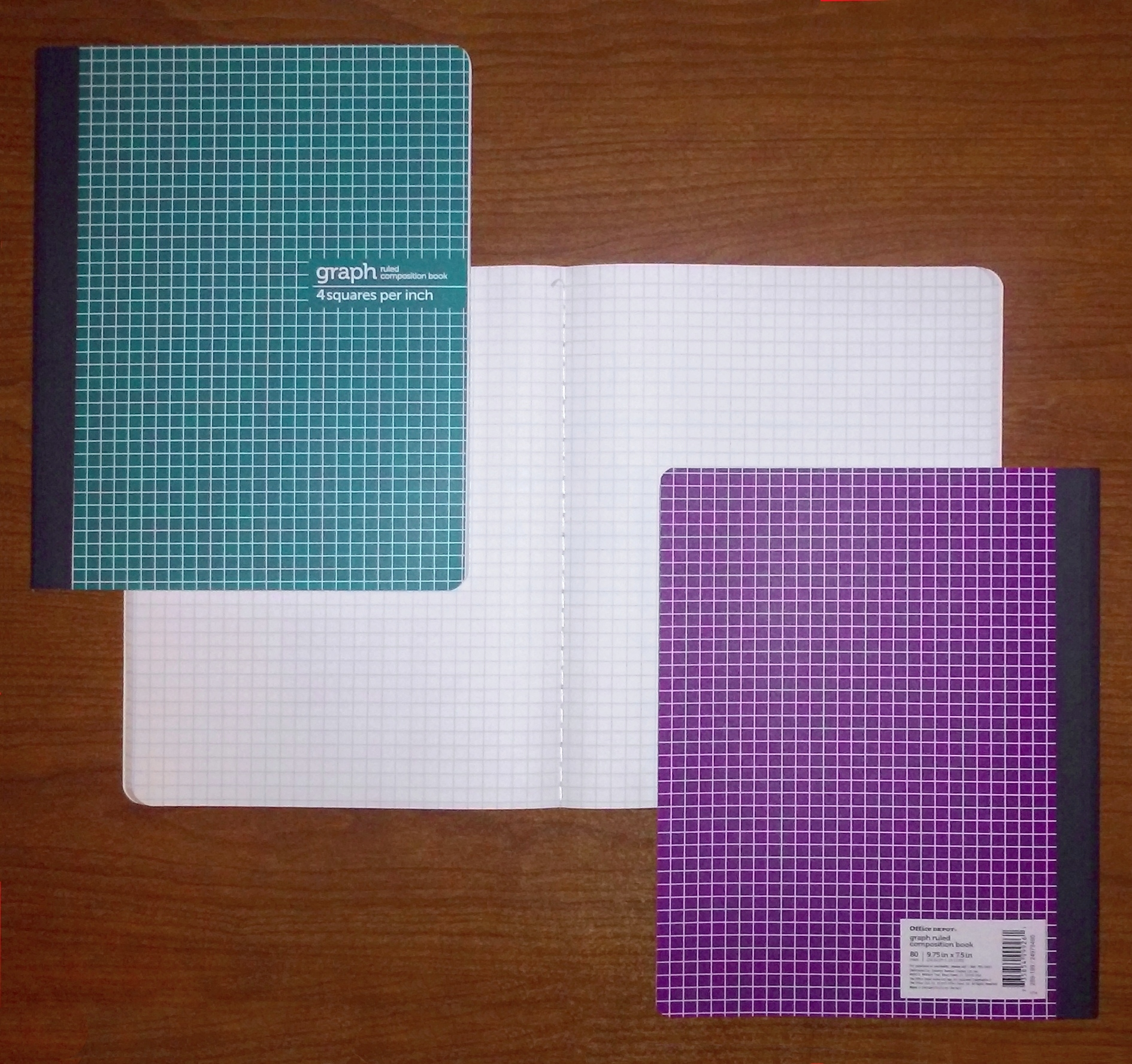
كتاب تكوين الرسوم البيانية المستخدم في الولايات المتحدة (80 ورقة)
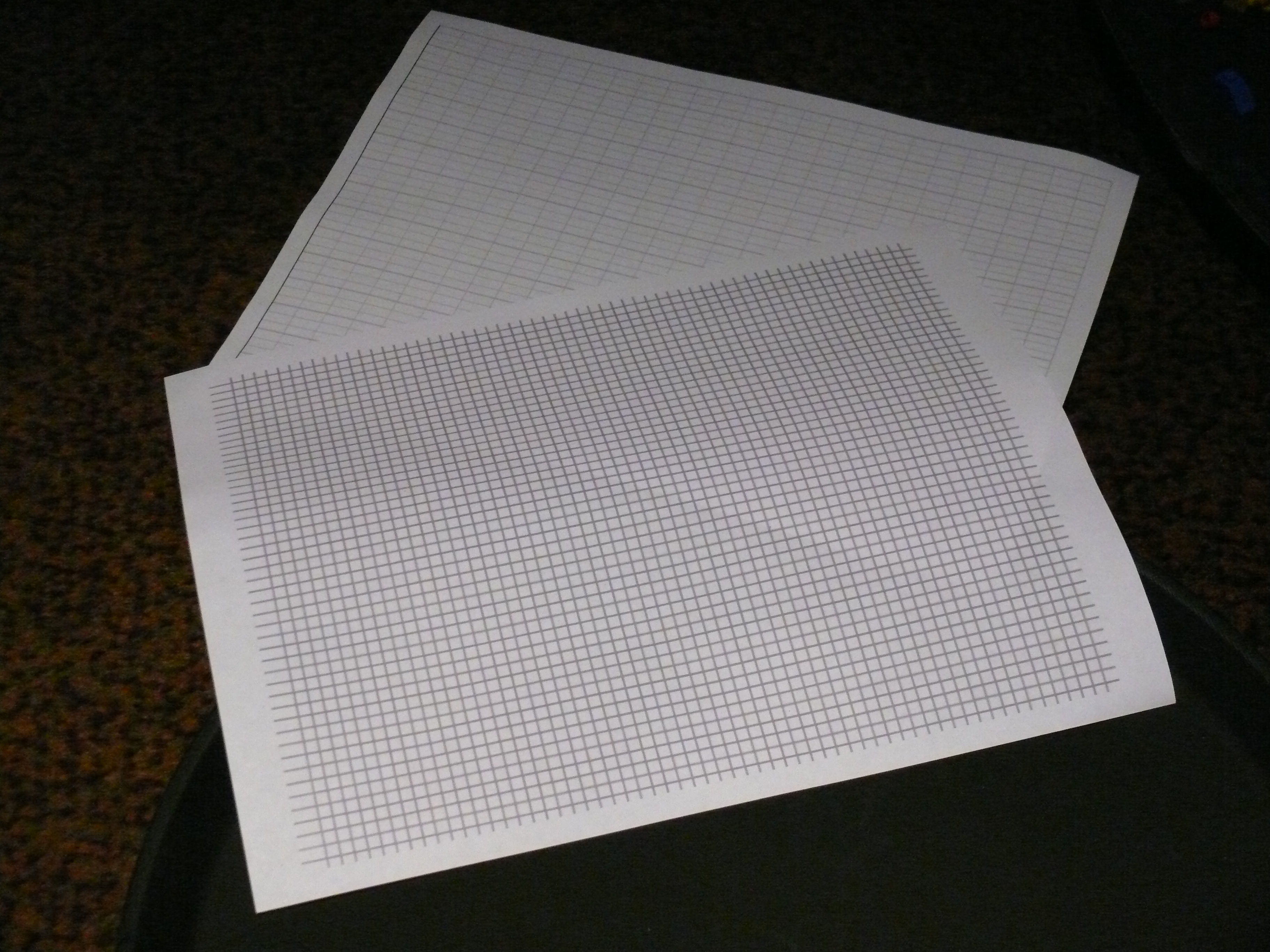
نوعان من ورق الرسم البياني ذو الأوراق السائبة [الإنجليزية]

## طالع أيضًا
- ورق مُسطر [الإنجليزية]
- كتاب الامتحان [الإنجليزية]

## روابط خارجية
- تنزيلات ورق الرسم البياني على Print-graph-paper.com